# Sveriges Radios Symfoniorkester
Sveriges Radios Symfoniorkester blev grundlagt i 1965 ved en sammenlægning af Radioorkestern og Underhållningsorkestern. Orkesteret kaldes ofte Radiosymfonikerna.
Radioorkesteret var et instrumentalensemble vsd Sveriges Radio med hovedvægten lagt på det klassiske repertoire.
Stig Westerberg gjorde som dirigent en stor indsats for svensk musik, blandt andet ved at stå i spidsen for mere end hundrede uropførelser i perioden 1958-1983.
I 1979 byggedes Berwaldhallen som herefter blev fast spillested for orkesteret.

## Chefdirigenter for Sveriges Radios Symfoniorkester
| Periode   | Navn               |
| --------- | ------------------ |
| 1965–1971 | Sergiu Celibidache |
| 1977–1982 | Herbert Blomstedt  |
| 1984–1995 | Esa-Pekka Salonen  |
| 1997–1999 | Jevgenij Svetlanov |
| 2000–2006 | Manfred Honeck     |
| 2007–     | Daniel Harding     |

| Musik | Spire Denne musikartikel er en spire som bør udbygges. Du er velkommen til at hjælpe Wikipedia ved at udvide den. |